# St. Vincent (Sängerin)

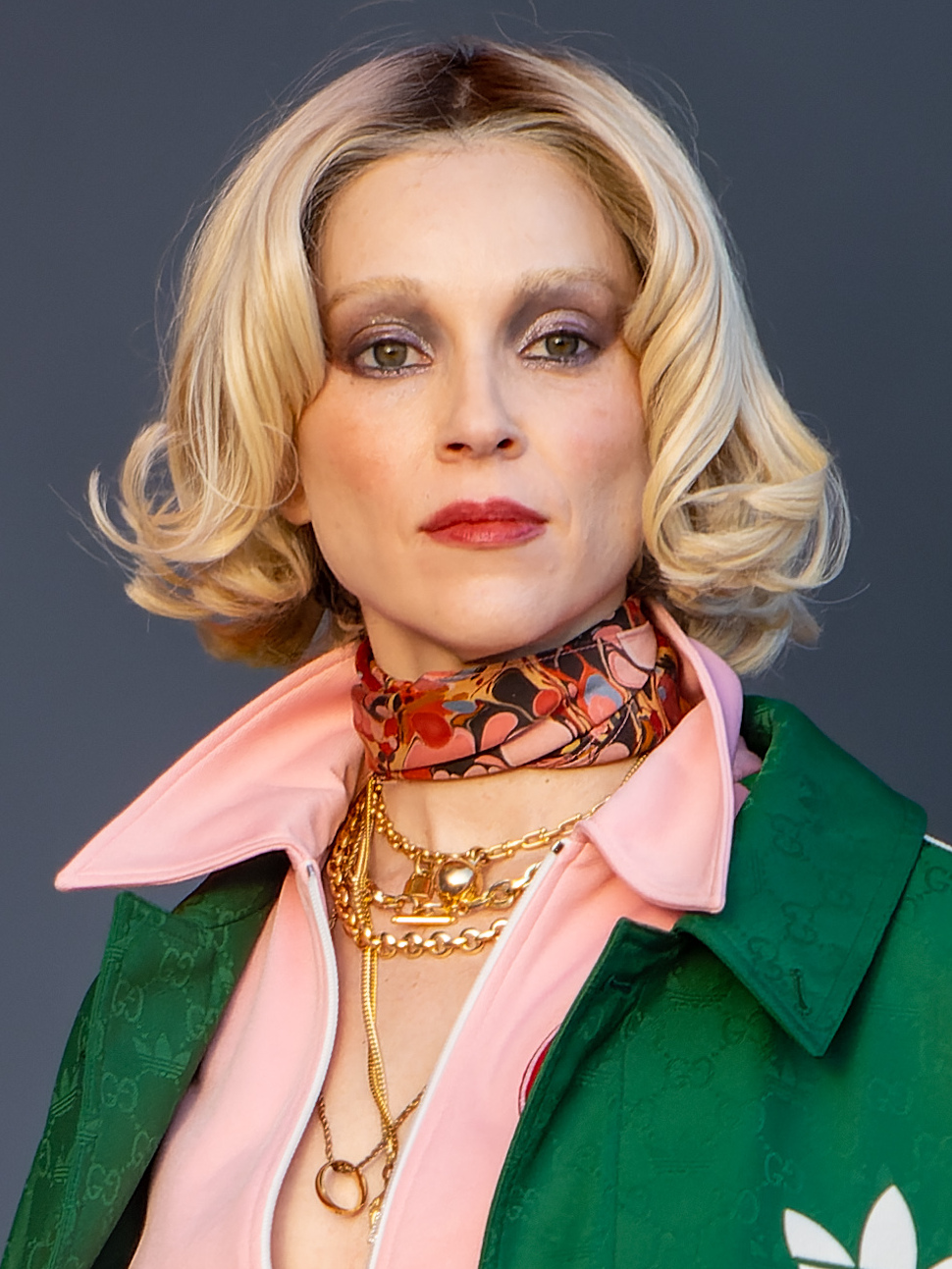
St. Vincent, 2022

St. Vincent (* 28. September 1982 in Tulsa, Oklahoma), bürgerlicher Name Annie Clark, ist eine US-amerikanische Multiinstrumentalistin, Sängerin, Songwriterin und dreimalige Grammy-Gewinnerin.

## Karriere

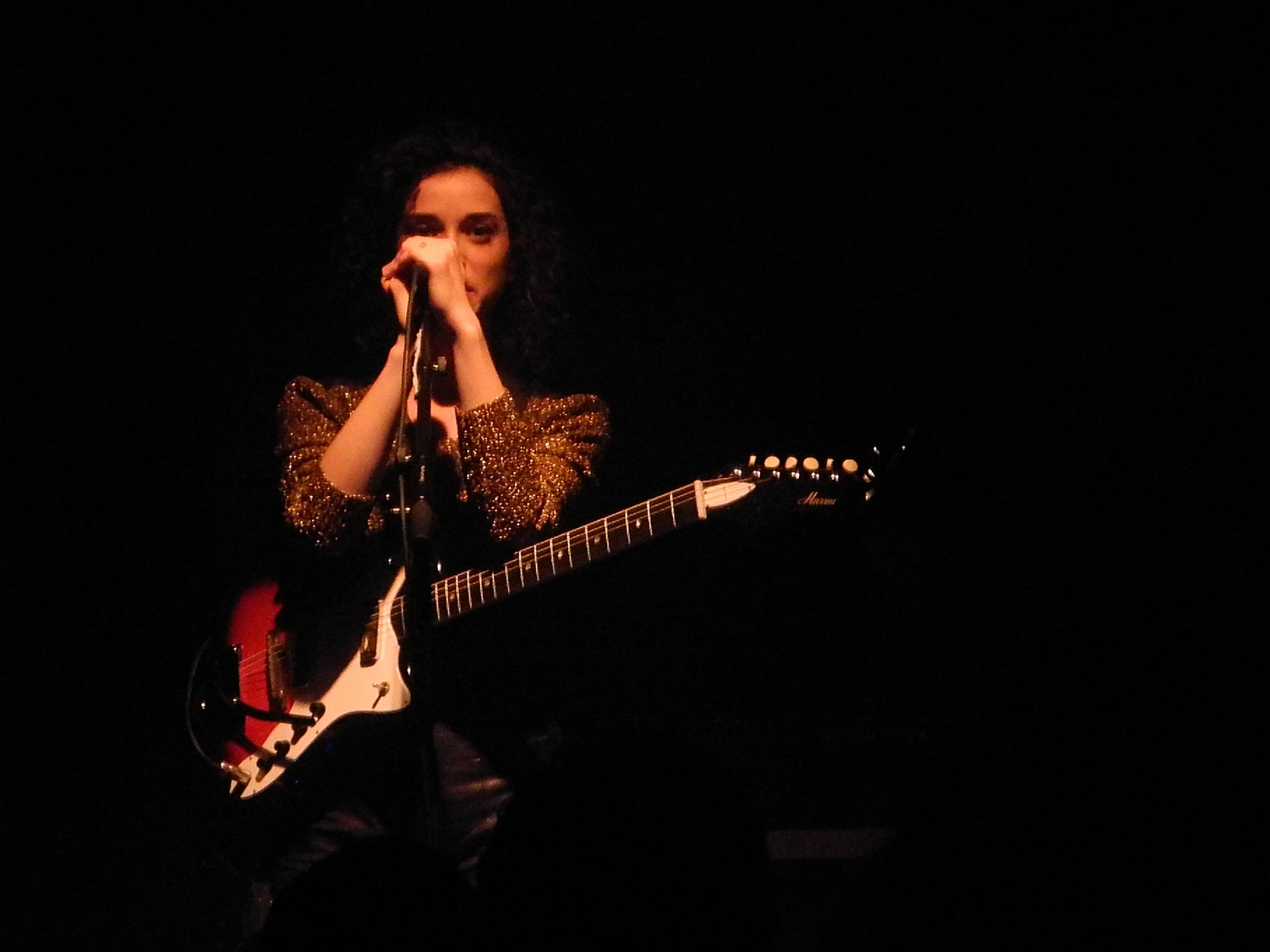
St. Vincent 2011 bei einem Liveauftritt in der Button Factory, Dublin

In ihrer Bühnenkarriere hat sie schon Erfahrungen als Vorband für Arcade Fire, Briertone, Jolie Holland, John Vanderslice, Midlake, Tracy and the Plastics, Tuck & Patti und Xiu Xiu gesammelt. Außerdem war sie 2006 Mitglied von Sufjan Stevens’ Live-Band.
2006 hat sie auch, parallel zu ihrer Tour mit Sufjan Stevens, ihre erste EP Paris Is Burning veröffentlicht. Paris Is Burning beinhaltet drei Songs, von denen These Days ein Cover von Jackson Browne
ist.
Ihr Debütalbum Marry Me wurde am 10. Juli 2007 bei Beggars Banquet Records veröffentlicht. Auf Marry Me wird sie unter anderem unterstützt von Drummer Brian Teasley (Man or Astroman, The Polyphonic Spree), David Bowies Langzeitpianist Mike Garson und Hornist Louis Schwadron (ehemals bei Polyphonic Spree). 2007 wirkte sie als Mitglied von The Polyphonic Spree auf dem Album The Fragile Army mit. Im Herbst 2007 bestritt St. Vincent ihre erste Headlining-Tour in Deutschland.

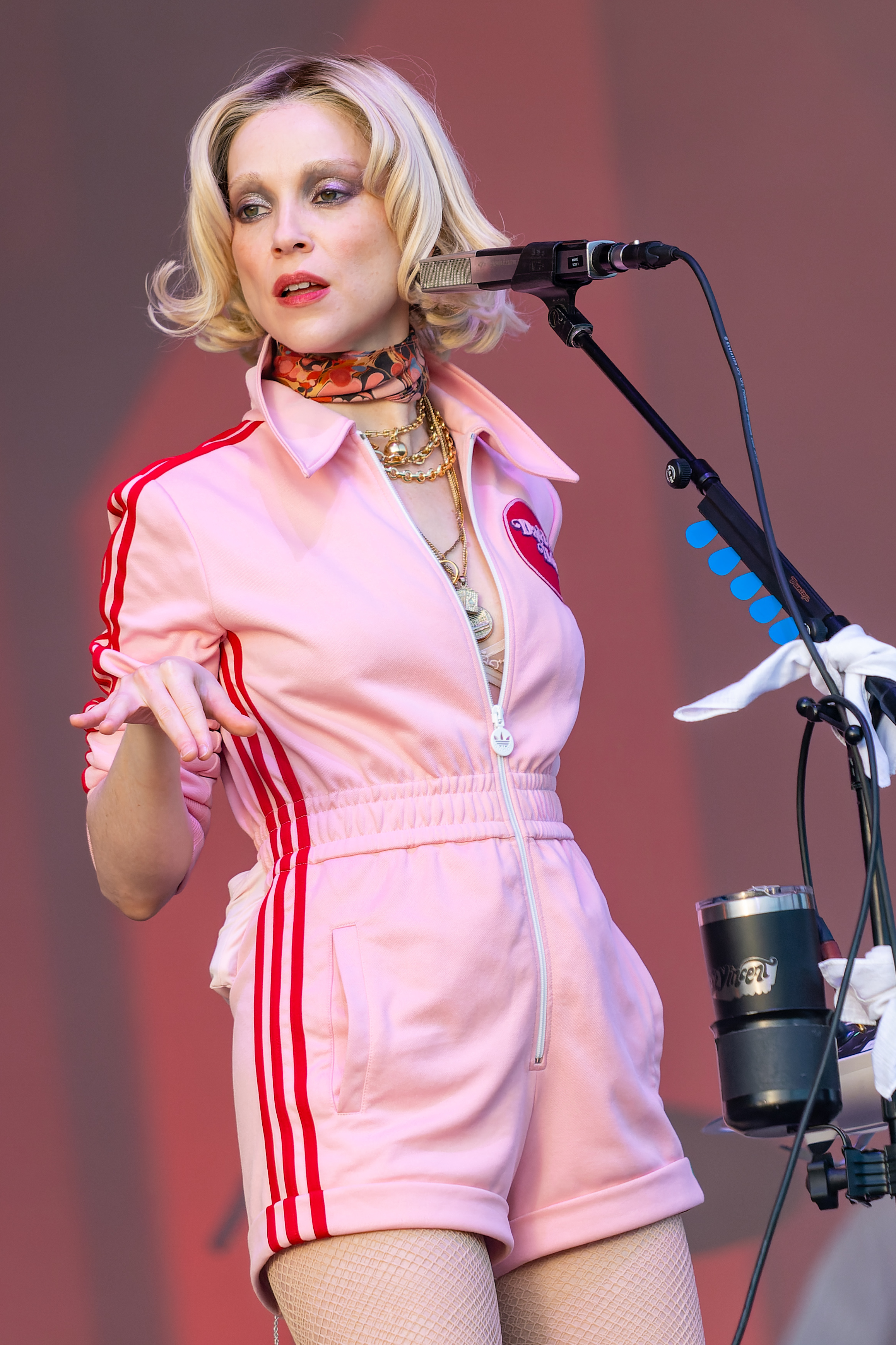
St. Vincent, 2022

Ihr zweites Album trägt den Titel Actor und wurde weltweit am 5. Mai 2009 über das Label 4AD veröffentlicht. Produziert von Clark selbst und John Congleton von The Paper Chase sowie unter Benutzung des Musikprogramms GarageBand, erreichte es Platz 90 der US-amerikanischen Billboard-Charts. In Deutschland erschien das Album aufgrund der unterschiedlichen Tage, an denen neue CDs erscheinen, bereits am 1. Mai 2009.
Am 12. September 2011 erschien ihr drittes Studioalbum mit dem Namen Strange Mercy. Es bekam überwiegend positive Kritiken und erreichte Platz 19 der Billboard-Charts.
Im September 2012 veröffentlichte sie zusammen mit David Byrne das Album Love This Giant. Es wurde in der Kategorie Best Recording Package für einen Grammy Award nominiert.
Im Februar 2014 erschien das Album St. Vincent. Für Clark brachte es mit Platz 12 der Charts nicht nur ihre beste Platzierung bis dahin in den USA, sondern auch gute Platzierungen in Europa. Für St. Vincent bekam sie den Grammy in der Kategorie Bestes Alternative-Album.
Bei den Grammys 2019 war sie zwei Mal nominiert. Sie gewann in der Kategorie Bester Rocksong mit dem Lied Masseduction und ihr gleichnamiges Album war zudem als Bestes Alternative-Album nominiert.
Anlässlich der Grammy Awards 2020 fand am 28. Januar 2020 im Los Angeles Convention Center in Los Angeles ein Tribut-Konzert für Prince unter dem Motto „Let’s Go Crazy: The Grammy Salute to Prince“ statt, bei dem St. Vincent den Song Controversy (1981) aus dem gleichnamigen Album sang. Das Konzert wurde am 21. April 2020, dem vierten Todestag von Prince, im US-Fernsehen ausgestrahlt.
Im August 2021 erschien ihr sechstes Studioalbum Daddy‘s Home, für das sie 2022 einen Grammy in der Kategorie Best Alternative Music Album gewann.
Bei den Grammy Awards 2025 wurde sie in der Kategorie Best Alternative Music Album für ihr Album All Born Screaming ausgezeichnet. Zudem erhielt sie für den Song Flea den Preis in der Kategorie Best Alternative Music Performance. Insgesamt gewann sie an diesem Abend drei Grammys, darunter auch für Broken Man in der Kategorie Best Rock Song.

## Privates
Clark war von 2014 bis September 2016 mit dem britischen Model Cara Delevingne liiert. Von Oktober bis Dezember 2016 war die Sängerin in einer Beziehung mit der Schauspielerin Kristen Stewart.

## Diskografie

### Studioalben
| Jahr | Titel Musiklabel                          | Höchstplatzierung, Gesamtwochen, AuszeichnungChartplatzierungen (Jahr, Titel, Musiklabel, Platzierungen, Wochen, Auszeichnungen, Anmerkungen) | Höchstplatzierung, Gesamtwochen, AuszeichnungChartplatzierungen (Jahr, Titel, Musiklabel, Platzierungen, Wochen, Auszeichnungen, Anmerkungen) | Höchstplatzierung, Gesamtwochen, AuszeichnungChartplatzierungen (Jahr, Titel, Musiklabel, Platzierungen, Wochen, Auszeichnungen, Anmerkungen) | Höchstplatzierung, Gesamtwochen, AuszeichnungChartplatzierungen (Jahr, Titel, Musiklabel, Platzierungen, Wochen, Auszeichnungen, Anmerkungen) | Höchstplatzierung, Gesamtwochen, AuszeichnungChartplatzierungen (Jahr, Titel, Musiklabel, Platzierungen, Wochen, Auszeichnungen, Anmerkungen) | Anmerkungen                              |
| Jahr | Titel Musiklabel                          | DE | AT | CH | UK | US | Anmerkungen                              |
| ---- | ----------------------------------------- | --- | --- | --- | --- | --- | ---------------------------------------- |
| 2007 | Marry Me Beggars Banquet Records          | — | — | — | — | — | Erstveröffentlichung: 10. Juli 2007      |
| 2009 | Actor 4AD                                 | — | — | — | — | US90 (3 Wo.)US | Erstveröffentlichung: 4. Mai 2009        |
| 2011 | Strange Mercy 4AD                         | — | — | — | — | US19 (4 Wo.)US | Erstveröffentlichung: 12. September 2011 |
| 2014 | St. Vincent Loma Vista (Republic Records) | — | — | — | UK21 (6 Wo.)UK | US12 (10 Wo.)US | Erstveröffentlichung: 25. Februar 2014   |
| 2017 | Masseduction Loma Vista                   | DE82 (1 Wo.)DE | AT53 (1 Wo.)AT | CH26 (2 Wo.)CH | UK6 (4 Wo.)UK | US10 (2 Wo.)US | Erstveröffentlichung: 13. Oktober 2017   |
| 2021 | Daddy’s Home Loma Vista                   | DE21 (2 Wo.)DE | AT18 (1 Wo.)AT | CH18 (2 Wo.)CH | UK4 (2 Wo.)UK | US16 (1 Wo.)US | Erstveröffentlichung: 14. Mai 2021       |
| 2024 | All Born Screaming Virgin Music           | DE34 (1 Wo.)DE | AT18 (1 Wo.)AT | CH21 (1 Wo.)CH | UK5 (1 Wo.)UK | US86 (1 Wo.)US | Erstveröffentlichung: 26. April 2024     |

### Gemeinschaftsalben
| Jahr | Titel Musiklabel                | Höchstplatzierung, Gesamtwochen, AuszeichnungChartplatzierungen (Jahr, Titel, Musiklabel, Platzierungen, Wochen, Auszeichnungen, Anmerkungen) | Höchstplatzierung, Gesamtwochen, AuszeichnungChartplatzierungen (Jahr, Titel, Musiklabel, Platzierungen, Wochen, Auszeichnungen, Anmerkungen) | Höchstplatzierung, Gesamtwochen, AuszeichnungChartplatzierungen (Jahr, Titel, Musiklabel, Platzierungen, Wochen, Auszeichnungen, Anmerkungen) | Höchstplatzierung, Gesamtwochen, AuszeichnungChartplatzierungen (Jahr, Titel, Musiklabel, Platzierungen, Wochen, Auszeichnungen, Anmerkungen) | Höchstplatzierung, Gesamtwochen, AuszeichnungChartplatzierungen (Jahr, Titel, Musiklabel, Platzierungen, Wochen, Auszeichnungen, Anmerkungen) | Anmerkungen                                              |
| Jahr | Titel Musiklabel                | DE | AT | CH | UK | US | Anmerkungen                                              |
| ---- | ------------------------------- | --- | --- | --- | --- | --- | -------------------------------------------------------- |
| 2012 | Love This Giant 4AD, Todo Mundo | — | AT70 (1 Wo.)AT | — | UK40 (1 Wo.)UK | US23 (5 Wo.)US | Erstveröffentlichung: 10. September 2012 mit David Byrne |

### Remixalben
| Jahr | Titel Musiklabel              | Höchstplatzierung, Gesamtwochen, AuszeichnungChartplatzierungen (Jahr, Titel, Musiklabel, Platzierungen, Wochen, Auszeichnungen, Anmerkungen) | Höchstplatzierung, Gesamtwochen, AuszeichnungChartplatzierungen (Jahr, Titel, Musiklabel, Platzierungen, Wochen, Auszeichnungen, Anmerkungen) | Höchstplatzierung, Gesamtwochen, AuszeichnungChartplatzierungen (Jahr, Titel, Musiklabel, Platzierungen, Wochen, Auszeichnungen, Anmerkungen) | Höchstplatzierung, Gesamtwochen, AuszeichnungChartplatzierungen (Jahr, Titel, Musiklabel, Platzierungen, Wochen, Auszeichnungen, Anmerkungen) | Höchstplatzierung, Gesamtwochen, AuszeichnungChartplatzierungen (Jahr, Titel, Musiklabel, Platzierungen, Wochen, Auszeichnungen, Anmerkungen) | Anmerkungen                            |
| Jahr | Titel Musiklabel              | DE | AT | CH | UK | US | Anmerkungen                            |
| ---- | ----------------------------- | --- | --- | --- | --- | --- | -------------------------------------- |
| 2018 | MassEducation 4AD, Todo Mundo | — | — | — | UK81 (1 Wo.)UK | — | Erstveröffentlichung: 12. Oktober 2018 |

### Singles und EPs
- 2006: Paris Is Burning (Es Tee Vee Records)
- 2007: Now, Now / All My Stars Aligned (Beggars Banquet)
- 2007: Jesus Saves I Spend / These Days (Beggars Banquet)
- Rosyln (mit Bon Iver, UK: Gold)[12]
- 2009: Marrow (4AD)
- 2009: Actor Out of Work / Bicycle (4AD)
- 2011: Cruel (4AD)
- 2011: Year of the Tiger (4AD)
- 2012: Cheerleader (4AD)
- 2012: I Should Watch T.V. (4AD), gemeinsam mit David Byrne
- 2012: Who (4AD), gemeinsam mit David Byrne
- 2012: Krokodil (4AD)
- 2013: Brass Tactics EP (4AD), gemeinsam mit David Byrne
- 2013: St. Vincent (Loma Vista)
- 2014: Birth in Reverse (Loma Vista)
- 2014: Digital Witness (Loma Vista)
- 2014: Prince Johnny (Loma Vista)
- 2014: Pieta / Sparrow (Loma Vista)
- 2014: Regret (Loma Vista)
- 2014: Rattlesnake (Loma Vista)
- 2015: Teenage Talk (Loma Vista)
- 2015: Bad Believer (Loma Vista)
- 2017: New York (Loma Vista)
- 2017: Los Ageless (Loma Vista)

### Beiträge für Kompilationen
- 2021: Sad but True auf The Metallica Blacklist

## Auszeichnungen
Grammy Awards
- 2015: in der Kategorie Best Alternative Music Album für St. Vincent
- 2019: in der Kategorie Best Rock Song für Masseduction
- 2022: in der Kategorie Best Alternative Music Album für Daddy's Home